# Jornal da Noite
Jornal da Noite es un informativo presentado en la cadena portuguesa SIC, de lunes a domingo a las 20:00  (hora local).
Está definido como uno de los telediarios más importantes, debido a la calidad informativa brindada y a la imparcialidad. Cuenta con el comentario de figuras políticas como, por ejemplo Miguel Sousa Tavares, entre otras figuras relevantes de la política en Portugal.

## Platós y gráficas
Ha modificado varias veces sus platós, juntamente con los gráficos en pantalla.
| Período         | Características | Vídeo enlazado                                             |
| --------------- | --- | ---------------------------------------------------------- |
| 1992 - 1997     | Plató con redacción de fondo, donde el presentador posee una computadora y un teclado a su lado. El gráfico en pantalla (separador) superaba a los de las otras cadenas: consistía en las letras JORNAL, que entran en el globo terráqueo en la región portuguesa, haciendo zoom out en el logotipo de SIC, donde giraban las palabras JORNAL DA dentro del logotipo. Luego, se forma el logotipo del informativo, donde la O de la palabra NOITE es sustituida por el logotipo de la cadena.. | http://www.youtube.com/watch?v=Z36oIxUyyaw?t=14s           |
| 1997-2002       | Continúa el mismo plató, modificando la fotografía del planeta Tierra que tenía el o los comentaristas detrás por otra relacionada con la nueva gráfica. Es modificado el separador del informativo. | https://www.youtube.com/watch?v=PfSR9RooWBg                |
| 2002-2004       | Modificación del plató y del separador. El separador está compuesto por medios círculos rojos y naranjas, que significan la agilidad de las noticias. | http://www.youtube.com/watch?v=2r4m8IdiWss                 |
| 2004-2006       | Renovación total del informativo. Pantallas LED son utilizadas a partir de ese momento, conformando una gran pantalla detrás de los presentadores. Adelante del escritorio de los presentadores, hay un globo terráqueo que gira. | http://www.youtube.com/watch?v=JnWnEn1aqE8&feature=related |
| 2006-2008       | El plató y el separador son modificados de nuevo. Se comienza a utilizar una pantalla de fondo verde, con la animación del planeta Tierra visto desde el espacio. La redacción se encuentra adelante de donde se encuentran los presentadores, y ya no es vista por el público. | http://www.youtube.com/watch?v=02pUGyJgl8o                 |
| 2008-2010       | El color de la información es naranja. Es vista otra vez la redacción detrás de los presentadores, porque se utiliza un plató virtual. | http://www.youtube.com/watch?v=dF7ViWX6C4Q                 |
| 2010-2011       | El plató no sufre modificaciones, pero sí el separador. El color más utilizado ahora es el rojo. | http://www.youtube.com/watch?v=PfEWCJgbWwY                 |
| 2011-2015       | Tras la mudanza de la cadena a la ciudad de Matosinhos, se renueva el plató (ahora utilizando vidrio en las paredes, como en el escritorio y en los pisos, juntamente con el separador. | http://www.youtube.com/watch?v=ncZRFedd7gM                 |
| 2015-actualidad | Nuevo separador y música, así como nueva gráfica. | http://www.youtube.com/watch?v=HwWyVuKnhgk                 |

## Presentadores
- Rodrigo Guedes de Carvalho (1992 - 1993) (1995 - a la fecha)

- Clara de Sousa (2000 - a la fecha)

- Pedro Mourinho (2004 - a la fecha) (fines de semana)

- Maria João Ruela (2002 - 2016) (fines de semana)

- Conceição Lino (2004 - 2011) (fines de semana)

- José Alberto Carvalho (1993 - 1998)

- Alberta Marques Fernandes (1992 - 2001)

- Paulo Camacho (1995 - 2007)

- Datos: Q9012986